# از خون دل نوشتم نزدیک دوست نامه
غزلی با مطلعِ «از خون دل نوشتم نزدیک دوست نامه» غزل شمارهٔ ۴۲۶ از دیوانِ حافظ در تصحیحِ محمد قزوینی و قاسم غنی است.

## در اجراها
محسن نامجو اجرایی از این غزل دارد.

## در دیگر آثارِ هنری
بر قلمدانی برنجی فلزی طلا و نقره‌کوب، متعلق به خراسان و نیمهٔ سدهٔ ۹ ه‍.ق/۱۵، بیت اول این غزل نقش بسته‌است. این قلمدان در موزهٔ متروپولیتن، مجموعهٔ شخصی ادوارد مور در نیویورک نگهداری می‌شود.